# Catedral de Cristal
A Catedral de Cristal (em inglês: The Crystal Cathedral) é um templo cristão estadunidense localizado em Garden Grove, na Califórnia. Construída na década de 1970, a Catedral é o maior prédio de vidro reflexivo em todo o mundo. Foi projetada por Philip Johnson e pode abrigar cerca de 2.736 pessoas.
A megaigreja foi fundada e dirigida pelo primeiro televangelista norte-americano conhecido mundialmente,  Robert H. Schuller. Em 2012, Schuller vendeu o templo por conta de dívidas de sua denominação, a Igreja Reformada na América, passando-a para a diocese católica local. Atualmente, o prédio encontra-se em reformas para atender melhor à liturgia católica e foi consagrada em 2016, como Christ Cathedral.